# Fidžijská kuchyně

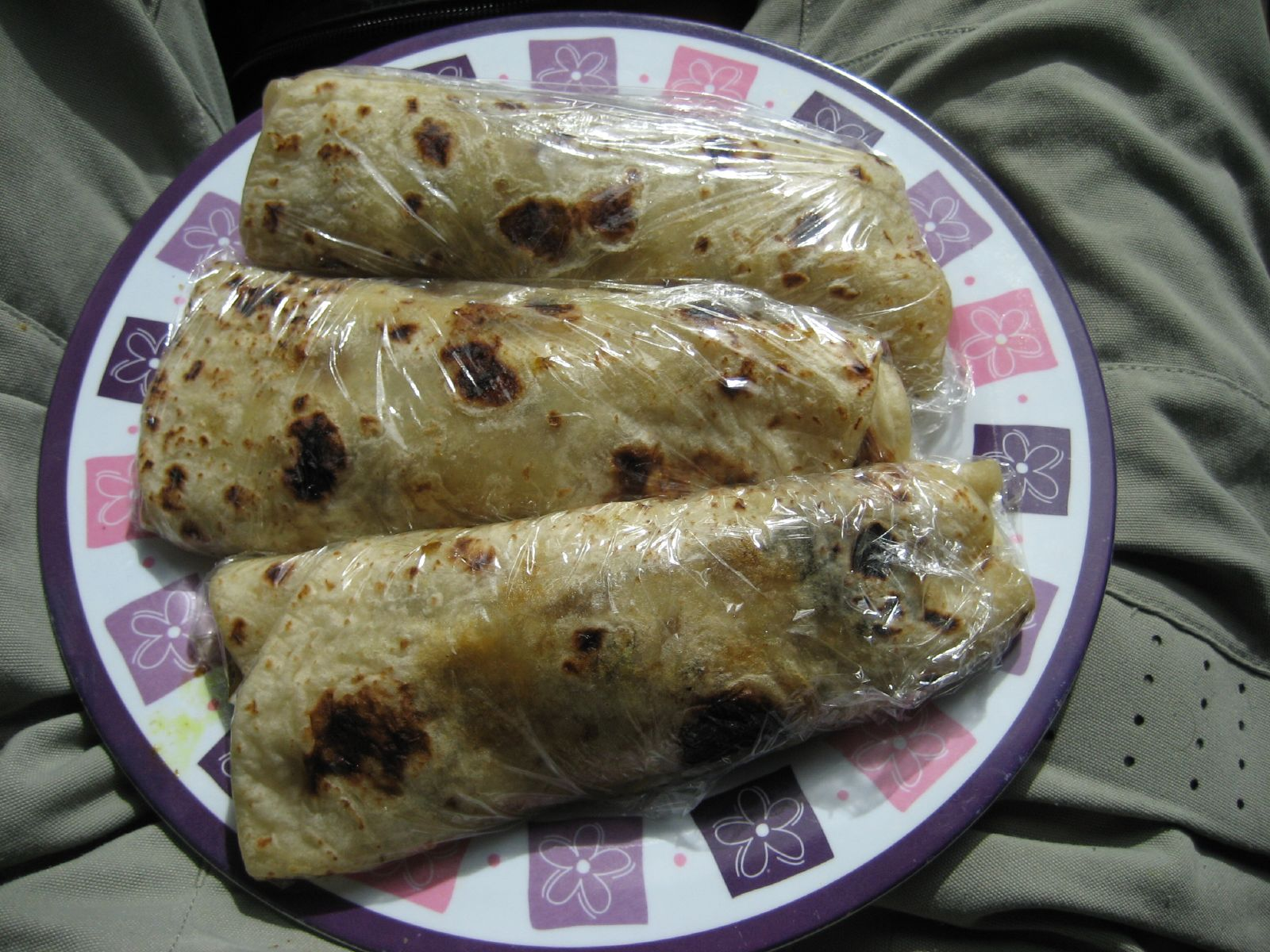
Fidžijské roti

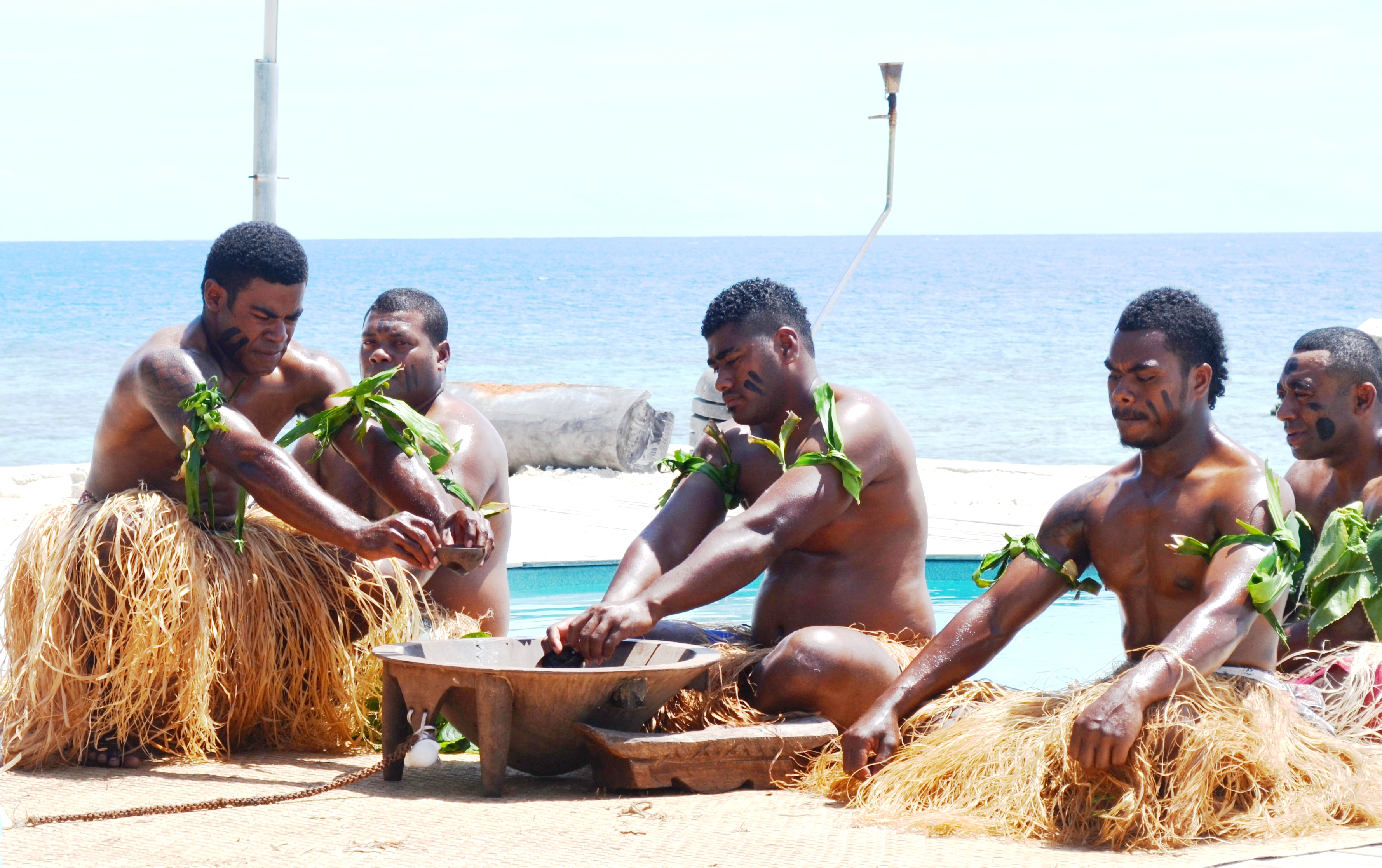
Slavnostní podávání kavy na Fidži

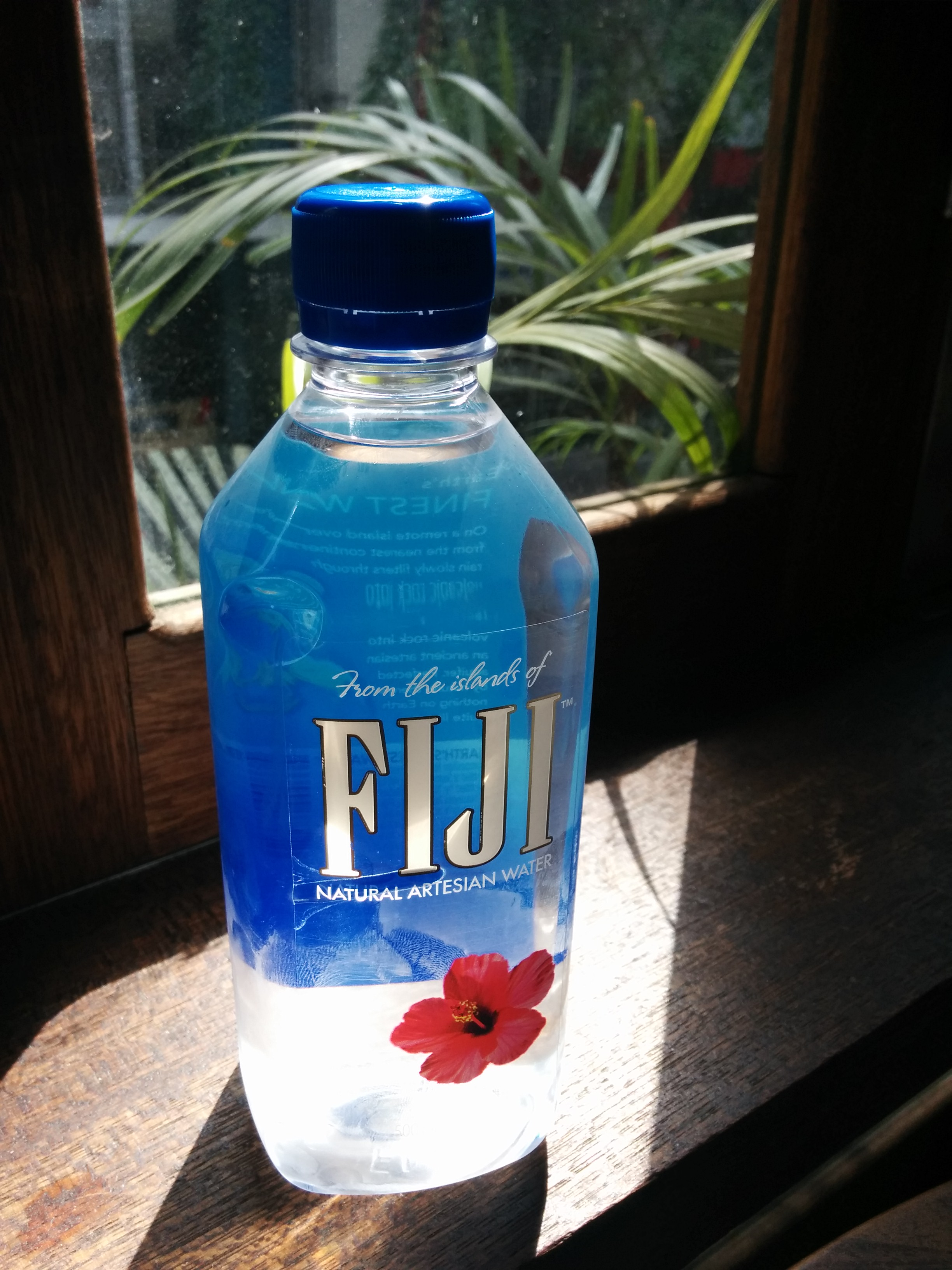
Lahev Fiji Water

Fidžijská kuchyně je kombinací kuchyně místních domorodých Melanésanů, indické kuchyně a čínské kuchyně. Mezi nejpoužívanější suroviny patří maniok (tapioka), batáty (sladké brambory), rýže, taro (kolokázie jedlá), kokos, různé hlízy nebo tropické ovoce (například chlebovník).

## Příklady fidžijských pokrmů
Příklady fidžijských pokrmů:
- Roti, placka z těsta indického původu, často plněná kari nebo rýží
- Kari
- Kokoda, syrové rybí maso marinované v citrónové šťávě a kokosovém mléce
- Lovo, různé druhy masa nebo zeleniny pečené v jámách vyhloubených v zemi
- Rourou, směs listů taro s kokosovým mlékem
- Palu sami, listy taro plněné masem s omáčkou[2][3]

## Příklady fidžijských nápojů
Příklady fidžijských nápojů:
- Kava, nápoj z kořene pepřovníku opojného, s narkotickými účinky
- Fiji Water, voda z artéské studny na Viti Levu, exportovaná do celého světa[4][5]
- Pivo, místní značka se nazývá Fiji Bitter[6]